# Coppa del mondo di triathlon del 2001
La Coppa del mondo di triathlon del 2001 (XI edizione) è consistita in una serie di dieci gare.
Tra gli uomini ha vinto l'australiano Chris Hill. Tra le donne si è aggiudicata la coppa del mondo la statunitense Siri Lindley.

## Risultati

### Classifica generale

#### Élite Uomini
| Pos. | Nome            | Paese         |
| ---- | --------------- | ------------- |
|      | Chris Hill      | Australia     |
|      | Craig Watson    | Nuova Zelanda |
|      | Andrew Johns    | Regno Unito   |
| 4    | Dmitriy Gaag    | Kazakistan    |
| 5    | Chris McCormack | Australia     |
| 6    | Hamish Carter   | Nuova Zelanda |
| 7    | Miles Stewart   | Australia     |
| 8    | Stéphane Poulat | Francia       |
| 9    | Simon Whitfield | Canada        |
| 10   | Greg Bennett    | Australia     |

#### Élite donne
| Pos. | Nome                | Paese       |
| ---- | ------------------- | ----------- |
|      | Siri Lindley        | Stati Uniti |
|      | Loretta Harrop      | Australia   |
|      | Barbara Lindquist   | Stati Uniti |
| 4    | Michellie Jones     | Australia   |
| 5    | Rina Hill           | Australia   |
| 6    | Carol Montgomery    | Canada      |
| 7    | Kathleen Smet       | Belgio      |
| 8    | Wieke Hoogzaad      | Paesi Bassi |
| 9    | Laura Reback        | Stati Uniti |
| 10   | Stephanie Forrester | Regno Unito |

### La serie
Gamagōri - Giappone 
15 aprile 2001
| Pos. | Uomini          | Uomini      | Uomini   | Donne          | Donne       | Donne    |
| Pos. | Atleta          | Paese       | Tempo    | Atleta         | Paese       | Tempo    |
| ---- | --------------- | ----------- | -------- | -------------- | ----------- | -------- |
|      | Chris McCormack | Australia   | 01:46:45 | Laura Bennett  | Stati Uniti | 01:57:12 |
|      | Matthew Reed    | Stati Uniti | 01:46:57 | Nicole Hackett | Australia   | 01:57:32 |
|      | Tim Don         | Regno Unito | 01:47:26 | Loretta Harrop | Australia   | 01:57:45 |

Ishigaki - Giappone 
22 aprile 2001
| Pos. | Uomini        | Uomini        | Uomini   | Donne             | Donne       | Donne    |
| Pos. | Atleta        | Paese         | Tempo    | Atleta            | Paese       | Tempo    |
| ---- | ------------- | ------------- | -------- | ----------------- | ----------- | -------- |
|      | Iván Raña     | Spagna        | 01:46:17 | Loretta Harrop    | Australia   | 01:56:45 |
|      | Craig Watson  | Nuova Zelanda | 01:46:19 | Barbara Lindquist | Stati Uniti | 01:56:47 |
|      | Hamish Carter | Nuova Zelanda | 01:46:35 | Siri Lindley      | Stati Uniti | 01:58:15 |

Saint Petersburg - Stati Uniti d'America 
28 aprile 2001
| Pos. | Uomini          | Uomini      | Uomini   | Donne            | Donne       | Donne    |
| Pos. | Atleta          | Paese       | Tempo    | Atleta           | Paese       | Tempo    |
| ---- | --------------- | ----------- | -------- | ---------------- | ----------- | -------- |
|      | Simon Whitfield | Canada      | 01:48:52 | Carol Montgomery | Canada      | 02:01:57 |
|      | Hunter Kemper   | Stati Uniti | 01:48:55 | Joanna Zeiger    | Stati Uniti | 02:02:17 |
|      | Stephane Poulat | Francia     | 01:49:05 | Michellie Jones  | Australia   | 02:02:59 |

Rennes - Francia 
13 maggio 2001
| Pos. | Uomini       | Uomini        | Uomini   | Donne            | Donne       | Donne    |
| Pos. | Atleta       | Paese         | Tempo    | Atleta           | Paese       | Tempo    |
| ---- | ------------ | ------------- | -------- | ---------------- | ----------- | -------- |
|      | Craig Watson | Nuova Zelanda | 01:45:45 | Siri Lindley     | Stati Uniti | 01:59:32 |
|      | Andrew Johns | Regno Unito   | 01:46:00 | Michelle Dillon  | Regno Unito | 02:00:21 |
|      | Reto Hug     | Svizzera      | 01:46:03 | Joelle Franzmann | Germania    | 02:00:56 |

Toronto - Canada 
7 luglio 2001
| Pos. | Uomini          | Uomini    | Uomini   | Donne             | Donne       | Donne    |
| Pos. | Atleta          | Paese     | Tempo    | Atleta            | Paese       | Tempo    |
| ---- | --------------- | --------- | -------- | ----------------- | ----------- | -------- |
|      | Simon Whitfield | Canada    | 01:50:32 | Siri Lindley      | Stati Uniti | 02:00:04 |
|      | Chris McCormack | Australia | 01:50:44 | Barbara Lindquist | Stati Uniti | 02:02:15 |
|      | Miles Stewart   | Australia | 01:50:53 | Nicole Hackett    | Australia   | 02:02:40 |

Corner Brook - Canada 
29 luglio 2001
| Pos. | Uomini         | Uomini    | Uomini   | Donne             | Donne       | Donne    |
| Pos. | Atleta         | Paese     | Tempo    | Atleta            | Paese       | Tempo    |
| ---- | -------------- | --------- | -------- | ----------------- | ----------- | -------- |
|      | Martin Krňávek | Rep. Ceca | 01:52:52 | Siri Lindley      | Stati Uniti | 02:03:16 |
|      | Filip Ospalý   | Rep. Ceca | 01:53:19 | Barbara Lindquist | Stati Uniti | 02:03:53 |
|      | Chris Hill     | Australia | 01:53:28 | Wieke Hoogzaad    | Paesi Bassi | 02:05:15 |

Yamaguchi - Giappone 
12 agosto 2001
| Pos. | Uomini         | Uomini      | Uomini   | Donne             | Donne     | Donne    |
| Pos. | Atleta         | Paese       | Tempo    | Atleta            | Paese     | Tempo    |
| ---- | -------------- | ----------- | -------- | ----------------- | --------- | -------- |
|      | Chris Hill     | Australia   | 01:50:29 | Carol Montgomery  | Canada    | 02:04:09 |
|      | Greg Bennett   | Stati Uniti | 01:50:39 | Rina Hill         | Australia | 02:04:41 |
|      | Simon Thompson | Australia   | 01:51:41 | Machiko Nakanishi | Giappone  | 02:04:49 |

Tiszaújváros - Ungheria 
18 agosto 2001
| Pos. | Uomini          | Uomini     | Uomini   | Donne          | Donne       | Donne    |
| Pos. | Atleta          | Paese      | Tempo    | Atleta         | Paese       | Tempo    |
| ---- | --------------- | ---------- | -------- | -------------- | ----------- | -------- |
|      | Martin Krňávek  | Rep. Ceca  | 01:44:16 | Siri Lindley   | Stati Uniti | 01:56:47 |
|      | Dmitriy Gaag    | Kazakistan | 01:44:29 | Wieke Hoogzaad | Paesi Bassi | 01:56:59 |
|      | Stephane Poulat | Francia    | 01:44:43 | Anja Dittmer   | Germania    | 01:57:30 |

Losanna - Svizzera 
25 agosto 2001
| Pos. | Uomini          | Uomini        | Uomini   | Donne          | Donne       | Donne    |
| Pos. | Atleta          | Paese         | Tempo    | Atleta         | Paese       | Tempo    |
| ---- | --------------- | ------------- | -------- | -------------- | ----------- | -------- |
|      | Reto Hug        | Svizzera      | 01:53:58 | Siri Lindley   | Stati Uniti | 02:07:08 |
|      | Chris McCormack | Australia     | 01:54:06 | Wieke Hoogzaad | Paesi Bassi | 02:07:51 |
|      | Bevan Docherty  | Nuova Zelanda | 01:54:09 | Anja Dittmer   | Germania    | 02:08:25 |

Cancún - Messico 
4 novembre 2001
| Pos. | Uomini                     | Uomini      | Uomini   | Donne               | Donne       | Donne    |
| Pos. | Atleta                     | Paese       | Tempo    | Atleta              | Paese       | Tempo    |
| ---- | -------------------------- | ----------- | -------- | ------------------- | ----------- | -------- |
|      | Greg Bennett               | Stati Uniti | 01:31:55 | Sheila Taormina     | Stati Uniti | 01:45:14 |
|      | Jose Maria Merchan Illanes | Spagna      | 01:32:09 | Stephanie Forrester | Regno Unito | 01:45:27 |
|      | Stephane Poulat            | Francia     | 01:32:35 | Barbara Lindquist   | Stati Uniti | 01:45:34 |